# Mörkfotad bitterskivling
Mörkfotad bitterskivling (Gymnopilus picreus) är en svampart som först beskrevs av Christiaan Hendrik Persoon, och fick sitt nu gällande namn av Petter Adolf Karsten 1879. Enligt Catalogue of Life ingår Mörkfotad bitterskivling i släktet Gymnopilus,  och familjen Strophariaceae, men enligt Dyntaxa är tillhörigheten istället släktet Gymnopilus,  och familjen Chromocyphellaceae. Arten är reproducerande i Sverige. Inga underarter finns listade i Catalogue of Life.